# Cheswold
Cheswold város az USA Delaware államában, Kent megyében. Lakosainak száma 1923 fő (2020. április 1.).  2019-ben a lakosság becsült száma 1695 fő volt.

## Története
Cheswold városának eredete csaknem 150 éve, 1856-ra vezethető vissza. Abban az időben megállót létesítettek a Delaware vasút mentén, amelyet Leipshic állomásnak hívtak. Ez a vasúti raktár nevét a közeli Leipshic városról kapta, amely a raktárt postai és mezőgazdasági termékeinek szállítására használta. Évekig virágzott a Leipshic állomás, mivel fontos belépési pont lett a környező vidékeken termesztett nagy mennyiségű gabona és gyümölcs számára. 1860-ra a városban 35 lakás, három vegyesbolt, egy kerékgyártó, egy téglagyár és egy gabonaraktár működött. A Leipshic állomás később John S. Moor után változtatja nevét Moortonra, akinek akkoriban a földterületének nagy része ezen a területen volt. Moor úr vegyesboltot működtetett, amelyben a megye ezen részének első postahivatalát hozták létre, Moor urat pedig az első postamesternek nevezték ki. Ennek a városnak a neve, amelyet Moorton és Leipsic Station néven is ismernek, akkoriban jelentős zavart keltett, hogy egyezett számos delaware-i és pennsylvaniai falu és város nevével. Ezért 1888-ban pályázatot indítottak a város átnevezésére. A város új nevének nyertes választása a Chesswold volt, amelyben a  „Chess” , a "Chessnut" fák nagy csoportjából származott a vasútállomás közelében, és a „wold”, amely erdőt vagy fákat jelent. A város nevét később egy „s” rövidítette.

## Népesség
A lakosság etnikai megoszlása ( 2017)
572    49,4%    fehér
461    39,8%    afro-amerikai
56       4,8%      latin-amerikai
37        3,2%     egyéb
17        1,5%     ázsiai
15         1,3%    indián
2017-ben a lakosság  12,9%-a élt a szegénységi küszöb alatt.
970 nő 61,3% és 612 férfi 38,7 % élt a településen.

## Közigazgatás
Cheswold egy tanács-irányító kormányzati rendszerrel rendelkezik egy hatfős Városi Tanáccsal, amely a tanács tagjai között egy polgármesterből és alpolgármesterből áll.  A tanács tagjainak választását minden évben megtartják, három tanácstag mandátuma két évre szólhat.  A választások után a városi tanács kiválaszt egy polgármestert, aki ezután kiválaszt egy alpolgármestert és titkárt / pénztárt.  A városi tanács havonta egyszer üléseket tart. A cheswoldi rendőri szolgálatot a cheswoldi rendőrség biztosítja.  A  rendőrkapitány és négy főállású tiszt.  A cheswoldi tisztek jelenleg a hét hét napján járőröznek Cheswold városában, néhány speciális szolgálati járőrrel a nap különböző szakaszaiban. A delaware-i állami rendőrség őrzi a várost, amikor a cheswoldi tisztek szolgálaton kívül vannak.  A tűzvédelmet Cheswoldban a Cheswold Önkéntes Tűzoltó-Állomás biztosítja.

## Közlekedés

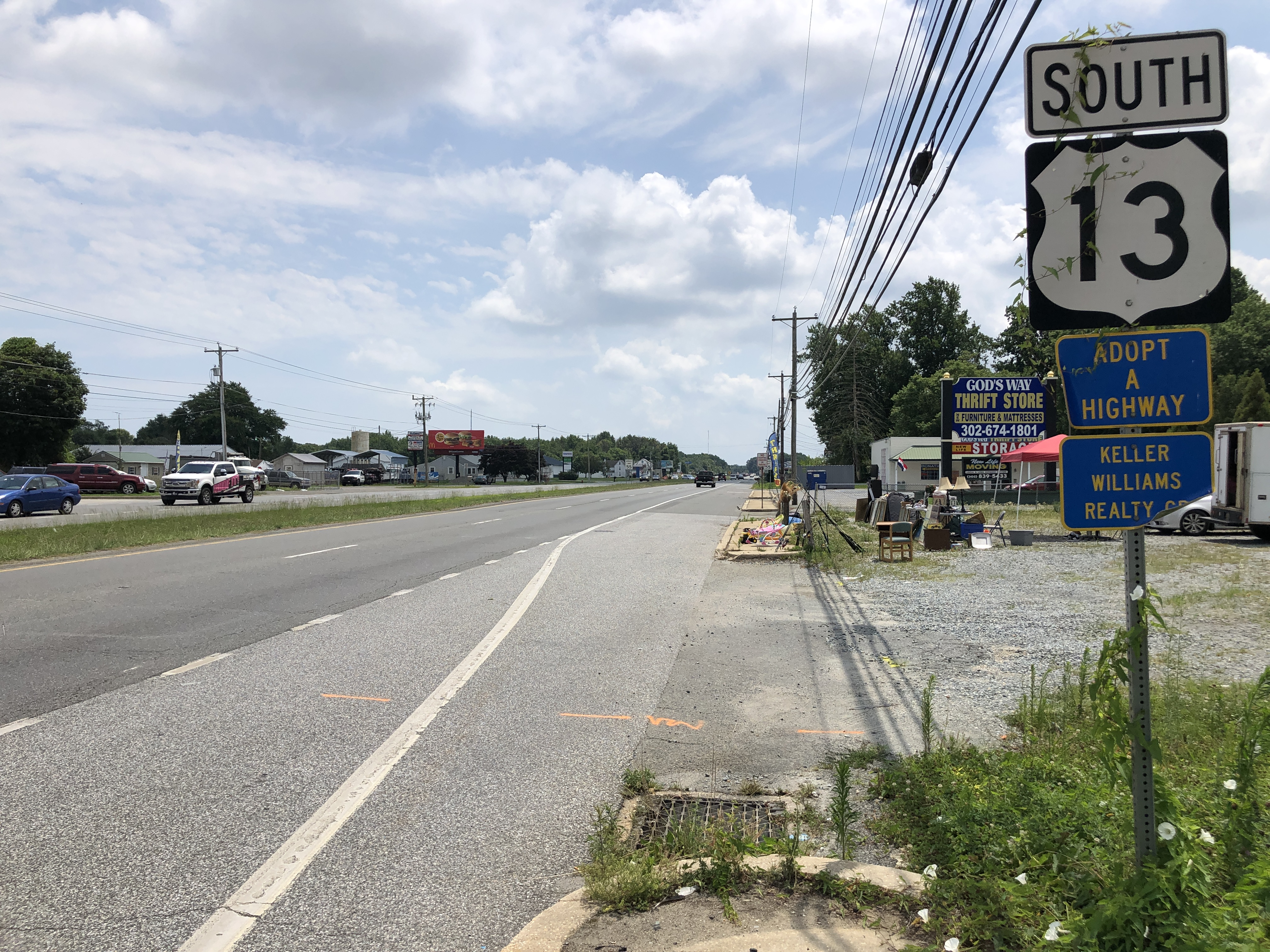
A 13-as számú fő út dél felé Cheswoldban

A 13-as számú fő út a város keleti felén halad át észak felé Syrma és Willmington délre Dover felé. Kelet nyugati irányba szeli át a várost a Delawere állami 42 es út. A 120-as busszal el lehet érni Dovert.